# J'te l'dis quand même
Singles de Patrick Bruel
Casser la voix
(1989) Alors regarde
(1990)
J'te l'dis quand même est une chanson écrite, composée et interprétée par Patrick Bruel, parue sur l'album Alors regarde le 9 novembre 1989, puis en single le 2 mars 1990 en format vinyle et CD. Elle est le deuxième single de l'album après Casser la voix, paru le 2 octobre 1989.

## Liste des titres
| A. | J'te l'dis quand même | 3:38 |
| B. | Même si on est fou    | 3:30 |

| A. | J'te l'dis quand même                | 3:38 |
| B. | J'te l'dis quand même (Live Version) | 3:34 |

## Classements
| Période   | Chart                                      | Meilleure position |
| --------- | ------------------------------------------ | ------------------ |
| 1990-1992 | Europe (Eurochart Hot 100)                 | 40                 |
| 1990-1992 | Europe (European Airplay Top 50)           | 33                 |
| 1990-1992 | France (SNEP)                              | 12                 |
| 1990-1992 | Pays-Bas (Single Top 100)                  | 45                 |
| 1990-1992 | Pays-Bas (Nederlandse Tipparade)           | 5                  |
| 1990-1992 | Québec (Palmarès francophone)              | 31                 |
| 2011-2014 | Belgique (Wallonie Back Catalogue Singles) | 3                  |
| 2011-2014 | France (SNEP)                              | 125                |

| Année | Chart         | Position |
| ----- | ------------- | -------- |
| 1990  | France (SNEP) | 55       |

## Reprises
Elle a été reprise en hébreu par Amir Haddad sur son album Vayedi.